# OpTic Texas
Pour l'équipe principale, voir OpTic Gaming.
Pour ligue compétitive, voir Call of Duty League.
OpTic Texas, anciennement Dallas Empire, est une équipe d'esports professionnelle américaine de la Call of Duty League (CDL) basée à Dallas, au Texas. OpTic Texas appartient à OpTic Gaming.
Dallas a été annoncée comme l'une des cinq premières villes à accueillir une équipe de CDL pour sa saison inaugurale 2020.

## Histoire

### Dallas Empire (2019 - 2021)

#### Saison 2020:Call of Duty: Modern Warfare
Le 2 mai 2019, Activision Blizzard annonce qu'Envy Gaming avait acheté l'un des cinq premiers emplacements de franchise pour la Call of Duty League. Selon ESPN, l'éditeur Activision Blizzard cherchait à vendre des places aux villes américaines souhaitant intégrer une équipe au sein de la ligue franchisé (comme la NBA) pour environ 25 millions de dollars par équipe,. À partir du 14 octobre 2019 et au cours des 5 jours suivants, Dallas annonce son roster de 5 joueurs ainsi que la dénomination de sa marque, Dallas Empire.
Le 30 août 2020, après être arrivé 2e de la saison régulière, Dallas Empire remporte les playoffs de la Call of Duty League 2020 contre les Atlanta FaZe. Ce sont les premiers à être nommés champion du monde sous ce format.
Le 1er septembre 2020, le multiple champion du monde James « Clayster » Eubanks annonce sur son compte Twitter qu'il aborderait la saison 2021 en tant qu'agent libre restreint (encoure sous contrat mais ouvert au transfert sous conditions) en raison du retour de la Call of Duty League à un format 4vs4.

#### Saison 2021:Call of Duty: Black Ops Cold War
L'équipe commence  la saison 2021, terminant 2e au Stage 1 et 3e au Stage 2. Cependant, au cours du Stage 3, l'équipe annonce que Cuyler « Huke » Garland, est déplacé au poste de remplaçant et que Tyler « FeLo » Johnson rejoindrait le roster principal. Après une décevante 7e/8e place lors du stage 3, l'équipe annonce un autre changement dans la composition de l'équipe avec l'acquisition de Reece « Vivid » Drost auprès des Los Angeles Guerrillas, ce qui amène FeLo à être à nouveau déplacé au poste de remplaçant.
L'équipe montre des progrès, ce qui lui vaut une 2e place au Stage 4 après une défaite 5-4 contre les Atlanta FaZe lors de la grande finale. Ce résultat a été suivi d'une 4ème place lors du stage 5, ce qui permet à l'équipe de terminer 3ème au classement de la saison régulière. Lors du week-end de championnat, l'équipe termine 3e après des défaites contre les Atlanta FaZe puis les Toronto Ultra. Après la fin de la saison 2021, l'équipe annonce que Ian « Crimsix » Porter et Reece « Vivid » Drost quitteraient l'équipe, les deux joueurs devenant des agents libres restreints,,,.

### OpTic Texas (2021 - présent)
Avant le début de la saison 2022, l'équipe est renommée OpTic Texas à la suite de la fusion d'Envy et d'OpTic Gaming. Par cette opération OpTic délaisse sa franchise d'OpTic Chicago dont le slot est vendu aux Boston Breach.
En novembre 2021, il est annoncé qu'Envy Gaming allait acquérir la marque OpTic Gaming dans le cadre d'une fusion. Hector « HECZ » Rodriguez, dirigeant d'OpTic Gaming, rejoint le groupe de copropriétaires de la nouvelle entité fusionnées et doit occuper le poste de président d'OpTic Gaming. Cela amène donc le roster d'OpTic Texas dans la famille Envy. En juin 2022, Envy Gaming retire la marque Envy, qui devient entièrement OpTic Gaming, déplaçant ainsi officiellement la propriété de la marque OpTic Texas sous la bannière OpTic Gaming.

#### Saison 2022:Call of Duty: Vanguard
Au cours de la saison 2022, l'équipe remporte le Stage 1, suivie d'une place dans le top 6 des Stages 2 & 3 et d'une place dans le top 4 de du Stage 4, ce qui lui vaut une deuxième place au classement général. Lors des Playsoffs 2022, l'équipe termine 4e après une défaite 3-0 contre les Los Angeles Thieves puis une défaite 3-1 contre les Seattle Surge.

#### Saison 2023:Call of Duty: Modern Warfare II
En août 2022, l'équipe annonce qu'elle se séparerait de Brandon « Dashy » Otell et Inderwir « iLLeY » Dhaliwal pour la saison 2023,. Cependant, un jour plus tard, l'équipe annonce que les deux joueurs feraient toujours partie du roster pour la saison 2023.
Après un Top12 (sur 12) décevant lors du Major I, l'équipe décide de recruter Cuyler « Huke » Garland pour remplacer Dashy.
Le 17 janvier 2023, Seth « Scump » Abner publie une vidéo annonçant sa retraite avant le Major II. Dans la vidéo, il annonce également que Dashy reviendrait dans l'équipe pour le Major II. Après une quatrième place au Major II, l'équipe retire iLLeY du roster de départ et ajoute le joueur amateur Daniel « Ghosty » Rothe.

#### Saison 2024:Call of Duty: Modern Warfare III
Le 26 juin 2023, OpTic Texas annonce se séparerait de Huke et Ghosty pour la saison 2024.
Le 31 juillet, OpTic finalise le roster de sa saison MW3 en annonçant les ajouts d'Amer « Pred » Zulbeari du Seattle Surge et du champion 2022 Kenneth «Kenny » Williams des Los Angeles Theives.
Le 19 mai 2024, OpTic Texas remporte son premier Major depuis plus de 2 ans en battant Toronto Ultra lors du troisième événement de l'année.
Le 21 juillet 2024, OpTic Texas remporte son premier championnat de l'ère CDL et son premier titre depuis la saison 2017 (sous la bannière d'OpTic) lors des playoffs de la Call of Duty League au Credit Union of Texas Event Center d'Allen, chez eux au Texas.

#### Saison 2025:Call of Duty: Black Ops 6
Le 11 décembre 2024, il est reporté que l'équipe étudiait des options pour remplacer Pred car il était confronté à des problèmes personnels. Le 12 décembre, l'équipe recrute Huke, son troisième passage avec la franchise Dallas Emprie/OpTic Texas. Le statut de Pred avec l'équipe reste inconnu. Le 16 décembre, Pred confirme qu'il ne faisait plus partie de l'équipe.
Il remporte successivement les playoffs de la Call of Duty League 2025, et de l'Esports World Cup Call of Duty 2025.

## Identité de l'équipe
Le nom original « Dallas Empire » est dérivé des paroles « O Empire wide and glorious, you stand supremely best » de la chanson de l'État du Texas « Texas, Our Texas ».
Les couleurs primaires originales de l'équipe étaient le noir et l'or, avec une couleur secondaire, le bleu, pour représenter leur thème royal. Leur logo affichait une couronne, dont les points étaient constitués d'un N et d'un V stylisés, en clin d'œil à l'histoire d' Envy Gaming dans le jeu compétitif Call of Duty. Depuis 2024, OpTic Texas utilise les couleurs traditionnelles d'OpTic Gaming, le vert et le noir. Le logo OpTic Texas ressemble au logo OpTic standard, mais avec une étoile représentant la Lone Star of Texas à la place du « G » OpTic.

## Roster actuel
| Nat. | Pseudo   | Nom                   | Rôle       | Date d'entrée    |
| ---- | -------- | --------------------- | ---------- | ---------------- |
|      | Shotzzy  | Anthony Cuevas-Castro | Joueur     | 8 novembre 2021  |
|      | Dashy    | Brandon Otell         | Joueur     | 17 janvier 2023  |
|      | Mercules | Mason Ramsey          | Joueur     | 5 juin 2025      |
|      | Huke     | Cuyler Garland        | Joueur     | 12 décembre 2024 |
|      | Skyz     | Cesar Bueno           | Remplaçant | 28 mai 2025      |

|  | Karma   | Damon Barlow  | coach principal | 25 mai 2023     |
|  | JP Krez | JohnPaul Krez | assistant coach | 2 novembre 2022 |

## Palmarès et résultats

### Aperçu des saisons
| Season | Saison régulière | Saison régulière | Saison régulière | Saison régulière | Saison régulière | Saison régulière | Saison régulière | Rang final | Playoffs                                                                   | Note                      |
| Season | J                | MG               | MP               | %MG              | GW               | GL               | GW%              | Rang final | Playoffs                                                                   | Note                      |
| ------ | ---------------- | ---------------- | ---------------- | ---------------- | ---------------- | ---------------- | ---------------- | ---------- | -------------------------------------------------------------------------- | ------------------------- |
| 2020   | 35               | 23               | 12               | 65,7%            | 80               | 55               | 59,3%            | 2e         | 1er, Victoire en Grande Finale, 5–1 (face à Atlanta FaZe)                  | En tant que Dallas Empire |
| 2021   | 44               | 26               | 18               | 59,1%            | 99               | 84               | 54,1%            | 3e         | 3ème, défaite en finals des loster bracket, 2–3 (face à Toronto Ultra)     | En tant que Dallas Empire |
| 2022   | 36               | 24               | 12               | 66,7%            | 90               | 55               | 62,1%            | 2e         | 4ème, défaite au tour 3 des losers brackets, 1–3 (face aux Seattle Surge)  | En tant qu'OpTic Texas    |
| 2023   | 45               | 30               | 15               | 66,7%            | 101              | 76               | 57,1%            | 2e         | 5-6ème, défaite au tour 2 des losers bracket, 2–3 (face aux Seattle Surge) | En tant qu'OpTic Texas    |
| 2024   | 45               | 29               | 16               | 64,4%            | 109              | 78               | 58,6%            | 3e         | 1er, Victoire en Grande Finale, 5–1 (face aux New York Subliners)          | En tant qu'OpTic Texas    |
| 2025   | 41               | 20               | 21               | 48,8%            | 76               | 80               | 48,7%            | 7e         | 1er, Victoire en Grande Finale, 5–3 (face aux Vancouver Surge)             | En tant qu'OpTic Texas    |

### Victoires dans les principaux tournois

#### Dallas Empire
| Date       | Prix        | Événement                                     | Liste                                  |
| ---------- | ----------- | --------------------------------------------- | -------------------------------------- |
| 08/03/2020 | 50 000 $    | Call of Duty League 2020 Week 4 - Los Angeles | Clayster • Shotzzy • Huke • iLLeY • C6 |
| 26/04/2020 | 50 000 $    | Call of Duty League 2020 Week 6 - Chicago     | Clayster • Shotzzy • Huke • iLLeY • C6 |
| 19/07/2020 | 50 000 $    | Call of Duty League 2020 Week 12 - London     | Clayster • Shotzzy • Huke • iLLeY • C6 |
| 30/08/2020 | 1 500 000 $ | Call of Duty League Championship 2020         | Clayster • Shotzzy • Huke • iLLeY • C6 |

#### OpTic Texas
| Date       | Prix      | Événement                             | Liste                             |
| ---------- | --------- | ------------------------------------- | --------------------------------- |
| 06/03/2022 | 200 000 $ | Call of Duty League 2022 - Major 1    | Shotzzy • iLLeY • Scump • Dashy   |
| 19/05/2024 | 150 000 $ | Call of Duty League 2024 - Major 3    | Shotzzy • Dashy • Pred • Kenny    |
| 21/07/2024 | 800 000 $ | Call of Duty League Championship 2024 | Shotzzy • Dashy • Pred • Kenny    |
| 29/06/2025 | 800 000 $ | Call of Duty League Championship 2024 | Shotzzy • Dashy • Huke • Mercules |
| 27/07/2025 | 600 000 $ | Esports World Cup 2025                | Shotzzy • Dashy • Huke • Mercules |

### Réalisations individuelles

#### Champs MVP
- 2024 : Anthony « Shotzzy » Cuevas-Castro
- 2025 : Mason « Mercules » Ramsey[30]

#### 1sr Team All-Star
- 2022 : Anthony « Shotzzy » Cuevas-Castro & Brandon « Dashy » Otell

#### 2nd Team All-Star
- 2023 :  Anthony « Shotzzy » Cuevas-Castro & Brandon « Dashy » Otell
- 2024 :  Anthony « Shotzzy » Cuevas-Castro & Brandon « Dashy » Otell